# Brewer's Droop
Brewer's Droop fue una banda de pub rock británica de comienzos de los años 1970. Grabaron dos álbumes. El segundo, que fue producido por Dave Edmunds de Rockpile, no fue publicado hasta 16 años después, cuando dos de los miembros, Mark Knopfler y Pick Withers, dieron el salto a la fama de la mano del grupo Dire Straits.

## Miembros
Malcolm Barrett - bajo y violín.

Steve Darrington - armónica, clarinete, acordeón, saxofón, teclados y voz.

John McKay - guitarra y voz.

Bob Walker - percusión.

Ron Watts - percusión y voz.

### Músicos adicionales
Peter Duncan - Trompeta.

Dave Edmunds - Guitarra.

Dave Gelly - Saxofón.

Gerry Hogan - Pedabro.

Mark Knopfler - Guitarra.

Steve Norchi - Bajo.

Bobby O'Walker - Percusión.

Alimony Slim - Guitarra y voz.

Derrick Timms - Bajo.

John Williams - Saxofón.

Pick Withers - Percusión. 

## Discografía

### Álbumes
- Opening Time (1972)
- Booze Brothers (grabado en 1973 y publicado en 1989)

### Singles
- Sweet Thing, 7" (1972)

- Datos: Q4962679